# Mięszaniec
Mięszaniec (Mieszaniec, Media Aquilea) — polski herb szlachecki z okresu Piastów. Rok powstania 1333-1370.

## Opis herbu
W słup, w polu czerwonym połu orła srebrnego, w złotej koronie i o takiż szponach, w polu czerwonym dwie srebrne róże w słup. Klejnot: trzy pióra strusie.

## Pochodzenie
Istnieje legenda, iż herb ten pochodzi od nieprawych synów króla Kazimierza III Wielkiego. Wiadomo natomiast, że jeden z nich - Pełka, używał pieczęci przedstawiającej brodatego mężczyznę w kapturze, najprawdopodobniej swojego ojca. 